# Belize nos Jogos Olímpicos
Belize participou pela primeira vez dos Jogos Olímpicos em 1968, e tem mandado atletas para competir em todos os Jogos Olímpicos de Verão desde então, exceto quando eles participaram do  Boicote aos Jogos Olímpicos de Verão de 1980.  A nação nunca participou dos Jogos Olímpicos de Inverno.  De 1968 a 1972, Belize era conhecido pelo seu nome colonial Honduras Britânicas.
Até 2016, nenhum atleta de Belize havia ganhado uma medalha Olímpica. O Comitê Olímpico Nacional de Belize se chama Associação Olímpica e dos Jogos da Commonwealth de Belize e foi criado em 1967 e reconhecido pelo Comitê Olímpico Internacional no mesmo ano.

## Quadros de medalhas

### Quadro de Medalhas por Jogos de Verão
| Jogos               | Atletas        | Ouro | Prata | Bronze | Total | Posição |
| 1976 Montreal       | 4              | 0    | 0     | 0      | 0     | -       |
| 1980 Moscou         | Não Participou |      |       |        |       |         |
| 1984 Los Angeles    | 11             | 0    | 0     | 0      | 0     | -       |
| 1988 Seul           | 10             | 0    | 0     | 0      | 0     | -       |
| 1992 Barcelona      | 10             | 0    | 0     | 0      | 0     | –       |
| 1996 Atlanta        | 5              | 0    | 0     | 0      | 0     | –       |
| 2000 Sydney         | 2              | 0    | 0     | 0      | 0     | –       |
| 2004 Atenas         | 2              | 0    | 0     | 0      | 0     | –       |
| 2008 Beijing        | 4              | 0    | 0     | 0      | 0     | –       |
| 2012 Londres        | 3              | 0    | 0     | 0      | 0     | –       |
| 2016 Rio de Janeiro | 3              | 0    | 0     | 0      | 0     | –       |
| 2020 Tóquio         | Evento Futuro  |      |       |        |       |         |
| Total               | Total          | 0    | 0     | 0      | 0     | -       |